# Gustavo Manduca
Gustavo Manduca (Urussanga, Santa Catarina (Brazilië), 8 juni 1980) is een Braziliaans voetballer die als aanvaller uitkomt voor APOEL FC. 
Hij begon bij Grêmio en via Finland en kleinere Portugese clubs kwam hij bij Benfica.  Daarna speelde hij voor AEK Athene.  